# Юнацька збірна Албанії з футболу (U-16)
Юнацька збірна Албанії з футболу (U-16) — національна футбольна збірна Албанії, що складається із гравців віком до 16 років. Керівництво командою здійснює Федерація футболу Албанії. Збірна може брати участь у товариських і регіональних змаганнях.
Формує найближчий кадровий резерв для основної юнацької збірної, команди до 17 років, яка може кваліфікуватися на Юнацький чемпіонат Європи з футболу (U-17). До зміни формату юнацьких чемпіонатів Європи у 2001 році саме команда 16-річних функціонувала як одна з основних юнацьких збірних і була учасником відповідної континентальної юнацької першості з футболу, а до 1991 року мала право представляти країну і на чемпіонаті світу U-16.

## Юнацький чемпіонат Європи (U-16)
| Статистика чемпіонатів Європи (U-16) | Статистика чемпіонатів Європи (U-16) | Статистика чемпіонатів Європи (U-16) | Статистика чемпіонатів Європи (U-16) | Статистика чемпіонатів Європи (U-16) | Статистика чемпіонатів Європи (U-16) | Статистика чемпіонатів Європи (U-16) | Статистика чемпіонатів Європи (U-16) | Відбіркові раунди чемпіонатів Європи (U-16) | Відбіркові раунди чемпіонатів Європи (U-16) | Відбіркові раунди чемпіонатів Європи (U-16) | Відбіркові раунди чемпіонатів Європи (U-16) | Відбіркові раунди чемпіонатів Європи (U-16) | Відбіркові раунди чемпіонатів Європи (U-16) | Відбіркові раунди чемпіонатів Європи (U-16) |
| Рік                                  | Раунд                                | І                                    | В                                    | Н                                    | П                                    | Г+                                   | Г-                                   | Місце                                       | І                                           | В                                           | Н                                           | П                                           | Г+                                          | Г-                                          |
| ------------------------------------ | ------------------------------------ | ------------------------------------ | ------------------------------------ | ------------------------------------ | ------------------------------------ | ------------------------------------ | ------------------------------------ | ------------------------------------------- | ------------------------------------------- | ------------------------------------------- | ------------------------------------------- | ------------------------------------------- | ------------------------------------------- | ------------------------------------------- |
| 1982                                 | не брала участь                      | не брала участь                      | не брала участь                      | не брала участь                      | не брала участь                      | не брала участь                      | не брала участь                      | не брала участь                             | не брала участь                             | не брала участь                             | не брала участь                             | не брала участь                             | не брала участь                             | не брала участь                             |
| 1984                                 | не брала участь                      | не брала участь                      | не брала участь                      | не брала участь                      | не брала участь                      | не брала участь                      | не брала участь                      | не брала участь                             | не брала участь                             | не брала участь                             | не брала участь                             | не брала участь                             | не брала участь                             | не брала участь                             |
| 1985                                 | не брала участь                      | не брала участь                      | не брала участь                      | не брала участь                      | не брала участь                      | не брала участь                      | не брала участь                      | не брала участь                             | не брала участь                             | не брала участь                             | не брала участь                             | не брала участь                             | не брала участь                             | не брала участь                             |
| 1986                                 | не брала участь                      | не брала участь                      | не брала участь                      | не брала участь                      | не брала участь                      | не брала участь                      | не брала участь                      | не брала участь                             | не брала участь                             | не брала участь                             | не брала участь                             | не брала участь                             | не брала участь                             | не брала участь                             |
| 1987                                 | не брала участь                      | не брала участь                      | не брала участь                      | не брала участь                      | не брала участь                      | не брала участь                      | не брала участь                      | не брала участь                             | не брала участь                             | не брала участь                             | не брала участь                             | не брала участь                             | не брала участь                             | не брала участь                             |
| 1988                                 | не брала участь                      | не брала участь                      | не брала участь                      | не брала участь                      | не брала участь                      | не брала участь                      | не брала участь                      | не брала участь                             | не брала участь                             | не брала участь                             | не брала участь                             | не брала участь                             | не брала участь                             | не брала участь                             |
| 1989                                 | не брала участь                      | не брала участь                      | не брала участь                      | не брала участь                      | не брала участь                      | не брала участь                      | не брала участь                      | не брала участь                             | не брала участь                             | не брала участь                             | не брала участь                             | не брала участь                             | не брала участь                             | не брала участь                             |
| 1990                                 | не брала участь                      | не брала участь                      | не брала участь                      | не брала участь                      | не брала участь                      | не брала участь                      | не брала участь                      | не брала участь                             | не брала участь                             | не брала участь                             | не брала участь                             | не брала участь                             | не брала участь                             | не брала участь                             |
| 1991                                 | не кваліфікувалася                   | не кваліфікувалася                   | не кваліфікувалася                   | не кваліфікувалася                   | не кваліфікувалася                   | не кваліфікувалася                   | не кваліфікувалася                   | відбірковий раунд 2/2                       | 2                                           | 0                                           | 0                                           | 2                                           | 1                                           | 3                                           |
| 1992                                 | не кваліфікувалася                   | не кваліфікувалася                   | не кваліфікувалася                   | не кваліфікувалася                   | не кваліфікувалася                   | не кваліфікувалася                   | не кваліфікувалася                   | відбірковий раунд 2/2                       | 1                                           | 0                                           | 0                                           | 1                                           | 1                                           | 8                                           |
| 1993                                 | не кваліфікувалася                   | не кваліфікувалася                   | не кваліфікувалася                   | не кваліфікувалася                   | не кваліфікувалася                   | не кваліфікувалася                   | не кваліфікувалася                   | відбірковий раунд 2/2                       | 2                                           | 0                                           | 0                                           | 2                                           | 2                                           | 3                                           |
| 1994                                 | груповий етап                        | 3                                    | 0                                    | 1                                    | 2                                    | 1                                    | 6                                    | відбірковий раунд 1/3                       | 2                                           | 2                                           | 0                                           | 0                                           | 3                                           | 0                                           |
| 1995                                 | не кваліфікувалася                   | не кваліфікувалася                   | не кваліфікувалася                   | не кваліфікувалася                   | не кваліфікувалася                   | не кваліфікувалася                   | не кваліфікувалася                   | відбірковий раунд 3/3                       | 2                                           | 0                                           | 0                                           | 2                                           | 0                                           | 7                                           |
| 1996                                 | не кваліфікувалася                   | не кваліфікувалася                   | не кваліфікувалася                   | не кваліфікувалася                   | не кваліфікувалася                   | не кваліфікувалася                   | не кваліфікувалася                   | відбірковий раунд 4/4                       | 3                                           | 0                                           | 0                                           | 3                                           | 0                                           | 6                                           |
| 1997                                 | не кваліфікувалася                   | не кваліфікувалася                   | не кваліфікувалася                   | не кваліфікувалася                   | не кваліфікувалася                   | не кваліфікувалася                   | не кваліфікувалася                   | відбірковий раунд 2/3                       | 2                                           | 1                                           | 0                                           | 1                                           | 2                                           | 1                                           |
| 1998                                 | не брала участь                      | не брала участь                      | не брала участь                      | не брала участь                      | не брала участь                      | не брала участь                      | не брала участь                      | не брала участь                             | не брала участь                             | не брала участь                             | не брала участь                             | не брала участь                             | не брала участь                             | не брала участь                             |
| 1999                                 | не кваліфікувалася                   | не кваліфікувалася                   | не кваліфікувалася                   | не кваліфікувалася                   | не кваліфікувалася                   | не кваліфікувалася                   | не кваліфікувалася                   | відбірковий раунд 4/4                       | 3                                           | 0                                           | 0                                           | 3                                           | 2                                           | 10                                          |
| 2000                                 | не кваліфікувалася                   | не кваліфікувалася                   | не кваліфікувалася                   | не кваліфікувалася                   | не кваліфікувалася                   | не кваліфікувалася                   | не кваліфікувалася                   | відбірковий раунд 3/3                       | 2                                           | 0                                           | 0                                           | 2                                           | 1                                           | 4                                           |
| 2001                                 | не кваліфікувалася                   | не кваліфікувалася                   | не кваліфікувалася                   | не кваліфікувалася                   | не кваліфікувалася                   | не кваліфікувалася                   | не кваліфікувалася                   | відбірковий раунд 3/3                       | 2                                           | 0                                           | 0                                           | 2                                           | 0                                           | 5                                           |
| Усього: 1/19                         | Найкращий результат: груповий етап   | 3                                    | 0                                    | 1                                    | 2                                    | 1                                    | 6                                    | Усього                                      | 21                                          | 3                                           | 0                                           | 18                                          | 12                                          | 47                                          |